# Berufskläger
Ein Berufskläger (teilweise auch räuberischer Aktionär oder Mehrfachkläger genannt) ist jemand, der beruflich die Interessen von Aktionären vertritt oder selbst Kleinaktionär ist und auf Hauptversammlungen von Aktiengesellschaften mit dem Ziel erscheint, eigene oder Interessen Dritter – im Zweifel gerichtlich – durchzusetzen. Als deutsche Berufskläger wurden vor allem der Speditionsunternehmer Klaus Zapf sowie Karl-Walter Freitag, Axel Sartingen und Caterina Steeg bekannt.

## Hintergründe
Der Beruf des „Berufsklägers“ ist weder fest definiert noch klar umrissen. Empirisch belegt ist, dass seit Beginn des 21. Jahrhunderts vermehrt wiederkehrende Anfechtungsklagen von einzelnen Personen oder Personengruppen auftreten, die oft in gerichtlichen oder außergerichtlichen Vergleichen endeten. So gab es im Jahr 1981 lediglich eine Aktionärsklage gegen die Beschlüsse einer Hauptversammlung in Deutschland, wobei es 1999 dann schon 45 waren. Das Frankfurter Institut für Law and Finance kam in einer Studie zum Ergebnis, dass die Zahl der Beschlussmängelklagen von 1980 bis 2006 um das 60fache gestiegen ist. Zwar nahm auch die Zahl der Aktiengesellschaften in diesem Zeitraum erheblich zu, aber selbst wenn dieser Effekt herausgerechnet wird, gab es acht Mal so viele Klagen. Während der Begriff „Berufskläger“ in der öffentlichen Debatte meist negativ belegt ist, muss je nach Zielrichtung der handelnden Akteure zwischen „guten“ und „bösen“ Berufsklägern unterschieden werden. 2012 wertete der Jurist Theodor Baums 600 Klagen gegen die Beschlüsse von Hauptversammlungen aus und kam zum Ergebnis, dass die Hälfte dieser Verfahren von 14 Personen angestrengt wurden. Insgesamt bezifferte Baums die Zahl der "Berufskläger" in Deutschland auf 49.
Durch Änderungen am Aktienrecht 2005 und 2009 wurde den Kleinstanlegern unter den "Berufsklägern" ihre Tätigkeit erheblich erschwert.  Gleichzeitig nahm jedoch die Zahl "aktivistischer Aktionäre" (meist Hedgefonds) zu, die bei Investoren Kapital einsammeln, um sich damit an Aktiengesellschaften zu beteiligen. Ziel ist es, das jeweilige Management unter Druck zu setzen und die Rendite zu steigern, sei es durch die Zerschlagung des Unternehmens oder durch massiv erhöhte Dividenden-Ausschüttungen. So hat sich die Zahl der entsprechenden "Angriffe" von 2010 bis 2013 in Europa von 31 auf 74 gesteigert, die meisten davon in Großbritannien. Zu den betroffenen deutschen Unternehmen gehörten thyssenkrupp, Uniper, STADA und OHB.

### „Böse“ Berufskläger
Im negativen Extrem werden mit „Berufskläger“ Personen bezeichnet, deren vordergründiges Ziel das Erwirken einer Anfechtungsklage nach nicht erfolgreichem Widerspruch ist. Diese Anfechtungsklage stellt dann eine gute Verhandlungsposition dar, deren Ziel eine möglichst hohe Abfindung als Lästigkeitsprämie für die Rücknahme der Klage ist. Da wichtige Beschlüsse, wie die Verschmelzung von Unternehmen, Squeeze-outs oder z. B. Kapitalerhöhungen nur mit Eintragung in das Handelsregister rechtskräftig werden, diese jedoch bedingt, dass die Beschlüsse nicht angefochten wurden, können selbst Aktionäre mit nur einer Aktie durch Anfechtungsklagen die Beschlüsse eines Unternehmens nachhaltig in der Umsetzung blockieren.
Gemäß diesem Handeln versuchen die Berufskläger bzw. die hinter den Klägern stehenden Aktionäre ihren eigenen Profit zu maximieren. Da dies oft durch Blockade von Unternehmensentscheidungen geschieht, die durch die Mehrheit der anderen Aktionäre gestützt werden, ist diese Praxis weder im Sinne des Unternehmens noch der Mehrheit der Aktionäre und somit als negativ zu bewerten.
Selbst wenn die Zahlungen für Vergleiche auf den ersten Blick nur wie Erstattungen für angefallene Anwaltskosten aussehen, so entpuppen sich diese häufig doch als überdurchschnittlich hoch. Auch wenn dies oft nicht nachgewiesen werden kann, so liegt dennoch oft die Vermutung nahe, dass die Kläger selbst einen nicht unwesentlichen Teil der gezahlten Gelder erhalten.

### „Gute“ Berufskläger
Positiv betrachtet können Berufskläger auch Personen sein, die schlicht Interessen von Aktionären vertreten und hierzu das notwendige Wissen zur Bewertung der Rechtmäßigkeit der Interessen und des Verfahrens der Aktiengesellschaften mitbringen. In diesem Fall steht die „objektive Rechtskontrolle“ und nicht die Klage selbst im Vordergrund. Berufskläger können so quasi als verlängerter Arm der Aktionäre bezeichnet werden, der neben dem Aufsichtsrat und den Wirtschaftsprüfern die Aktiengesellschaft kontrolliert und rechtmäßiges Handeln fördert.

## Rechtliche Entwicklungen
In seiner Leitentscheidung "Kochs Adler" aus dem Jahr 1989 urteilte der II. Zivilsenat des Bundesgerichtshofes, dass einer Anfechtungsklage mit dem Einwand des Rechtsmissbrauches nach § 242 BGB begegnet werden kann. Voraussetzung ist, dass der Kläger eine Anfechtungsklage mit dem Ziel erhebt, die verklagte Gesellschaft in grob eigennütziger Weise zu einer Leistung zu veranlassen, auf die er keinen Anspruch hat und billigerweise auch nicht erheben kann, wobei er sich im Allgemeinen von der Vorstellung leiten lassen will, die verklagte Gesellschaft werde die Leistung erbringen, weil sie hoffe, dass der Eintritt anfechtungsbedingter Nachteile und Schäden dadurch vermieden oder zumindest gering gehalten werden könne.
Bereits im Jahr 2005 hat die Bundesregierung durch das "Gesetz zur Unternehmensintegrität und Modernisierung des Anfechtungsrechts
(UMAG)" versucht, den Missbrauch der Klagerechte einzuschränken. Dieses war jedoch nur sehr bedingt erfolgreich und schränkte den Missbrauch nicht deutlich ein.
Um den Missbrauch von Klagerechten durch Kleinstaktionäre einzuschränken, wurde ausgehend von einer Bundesratsinitiative im Mai 2009 vom Deutschen Bundestag das Gesetz zur Umsetzung der Aktionärsrechterichtlinie beschlossen, wodurch das Klageverfahren in erster und letzter Instanz auf das jeweils zuständige Oberlandesgericht beschränkt wurde. Außerdem wurde der Schwellenwert, ab dem Kleinanleger klagen können, auf einen Nennbetrag von 1000 Euro des Aktienkapitals erhöht, was je nach Aktienkurs ein Vielfaches an Kapitalaufwand bedeutet. Anschriften im Ausland oder verzögerte Zahlungen von Gerichtskosten können Verfahren nicht mehr in die Länge ziehen, eine bis dahin von "Berufsklägern" häufig geübte Praxis. Dadurch ist es Kleinstaktionären zwar nach wie vor möglich, durch Klagen gegen einzelne Entscheidungen die Umsetzung der Beschlüsse zunächst zu blockieren, jedoch ist das allein aus der absehbaren Verfahrensdauer resultierende Drohpotential der Kläger signifikant geringer geworden.
Im Juli 2015 urteilte das Finanzgericht Köln (Az.: 13 K 3023/13), dass "Berufskläger" auf ihre "Honorare", die meist aus außergerichtlichen Vergleichen stammen, Einkommen- und Mehrwertsteuer zahlen müssen. Es handle sich ausdrücklich nicht um steuerfreie Schadenersatzzahlungen. Der betroffene Kleinaktionär hatte mit seiner GmbH u. a. eine Kapitalerhöhung blockiert. Die an ihn geleisteten Zahlungen beruhten nach Auffassung der Richter auf der "erheblichen Lästigkeit der Anfechtungs- und Nichtigkeitsklagen, die die dringend notwendigen Umstrukturierungen der betroffenen Gesellschaften verzögerten".